# Mont Minto
Le mont Minto est un sommet situé dans la chaîne de l'Amirauté en Antarctique.
Découvert en janvier 1841 au cours de l'expédition Erebus et Terror, il a été nommé par James Clark Ross en l'honneur de l'Earl of Minto, alors First Lord of the Admiralty.